# Markus Wasmeier
Markus Wasmeier (; Schliersee, 9 settembre 1963) è un ex sciatore alpino tedesco, campione olimpico nel supergigante e nello slalom gigante a Lillehammer 1994, campione iridato nello slalom gigante a Bormio 1985 e vincitore di una Coppa del Mondo di supergigante.
Tra gli anni 1980 e gli anni 1990 fu uno degli atleti di punta prima della nazionale tedesca occidentale, poi (dopo la riunificazione tedesca del 1990) della nazionale tedesca riunificata.

## Biografia

### Carriera sciistica

#### Stagioni 1984-1986
Sciatore polivalente originario di Schliersee, Wasmeier in Coppa del Mondo esordì nel 1983, ottenne il primo piazzamento il 29 gennaio 1984 a Garmisch-Partenkirchen, arrivando 10º in combinata, e il primo podio l'11 dicembre dello stesso anno a Sestriere in slalom gigante (2º). Nel 1985, alla sua prima presenza iridata, conquistò la medaglia d'oro nello slalom gigante ai Mondiali di Bormio, dove fu anche 7º nella combinata.
Nella stagione 1985-1986 in Coppa del Mondo conquistò undici podi con tre vittorie (tra queste la prima in carriera, il 9 febbraio a Morzine in combinata) e si aggiudicò la Coppa del Mondo di supergigante, assegnata quell'anno per la prima volta, con 38 punti di vantaggio sullo svizzero Pirmin Zurbriggen; in classifica generale fu 3º.

#### Stagioni 1987-1991
Ai Mondiali di Crans-Montana 1987 vinse la medaglia di bronzo nel supergigante e si classificò 9º nella discesa libera, 13º nello slalom gigante e 5º nella combinata. Quell'anno in Coppa del Mondo ottenne sette podi con tre vittorie, tra le quali quelle in due classiche piste del Circo bianco: la Kandahar di Garmisch-Partenkirchen (in supergigante l'11 gennaio) e la Lauberhorn di Wengen (in discesa libera il 17 gennaio). A fine stagione risultò nuovamente 3º in classifica generale.
Ai XV Giochi olimpici invernali di Calgary 1988, suo esordio olimpico, era il favorito nella gara di supergigante ma la sua prova però durò solo due secondi poiché inforcò alla prima porta; si piazzò invece 6º nella discesa libera, 19º nello slalom gigante e 7º nella combinata. Quell'anno in Coppa del Mondo si piazzò 2º nella classifica di supergigante, superato da Zurbriggen di 1 punto; i suoi podi stagionali furono tre, con una vittoria. Ai Mondiali di Vail 1989 si classificò 5º nel supergigante, 13º nello slalom gigante e 5º nella combinata, mentre due anni dopo, nella rassegna iridata di Saalbach-Hinterglemm 1991, fu 13º nel supergigante.

#### Stagioni 1992-1994
Wasmeier ottenne la sua ultima vittoria in Coppa del Mondo sulla Kandahar di Garmisch-Partenkirchen l'11 gennaio 1992 in una gara caratterizzata da condizioni meteorologiche difficili e dalle rovinose cadute di Leonhard Stock, Atle Skårdal, Berni Hüber, Rob Boyd e Luc Alphand; in quell'occasione batté al traguardo Patrick Ortlieb e Hansjörg Tauscher. Meno di un mese dopo, il 2 febbraio a Saint-Gervais-les-Bains, colse in slalom gigante il suo ultimo podio di carriera nel circuito (3º). Ai XVI Giochi olimpici invernali di Albertville 1992 si piazzò 4º nella discesa libera, 9º nel supergigante, 5º nella combinata e non completò lo slalom gigante.
Alla sua ultima presenza iridata, Morioka 1993, si classificò 35º nella discesa libera e 9º nello slalom gigante, mentre l'anno dopo ai XVII Giochi olimpici invernali di Lillehammer 1994, suo congedo olimpico, conquistò due medaglie d'oro, nel supergigante e nello slalom gigante, si piazzò 36º nella discesa libera e non completò la combinata. L'ultimo piazzamento in carriera dello sciatore bavarese fu il 15º posto ottenuto nello slalom gigante di Coppa del Mondo disputato il 19 marzo 1994 a Vail.

### Altre attività

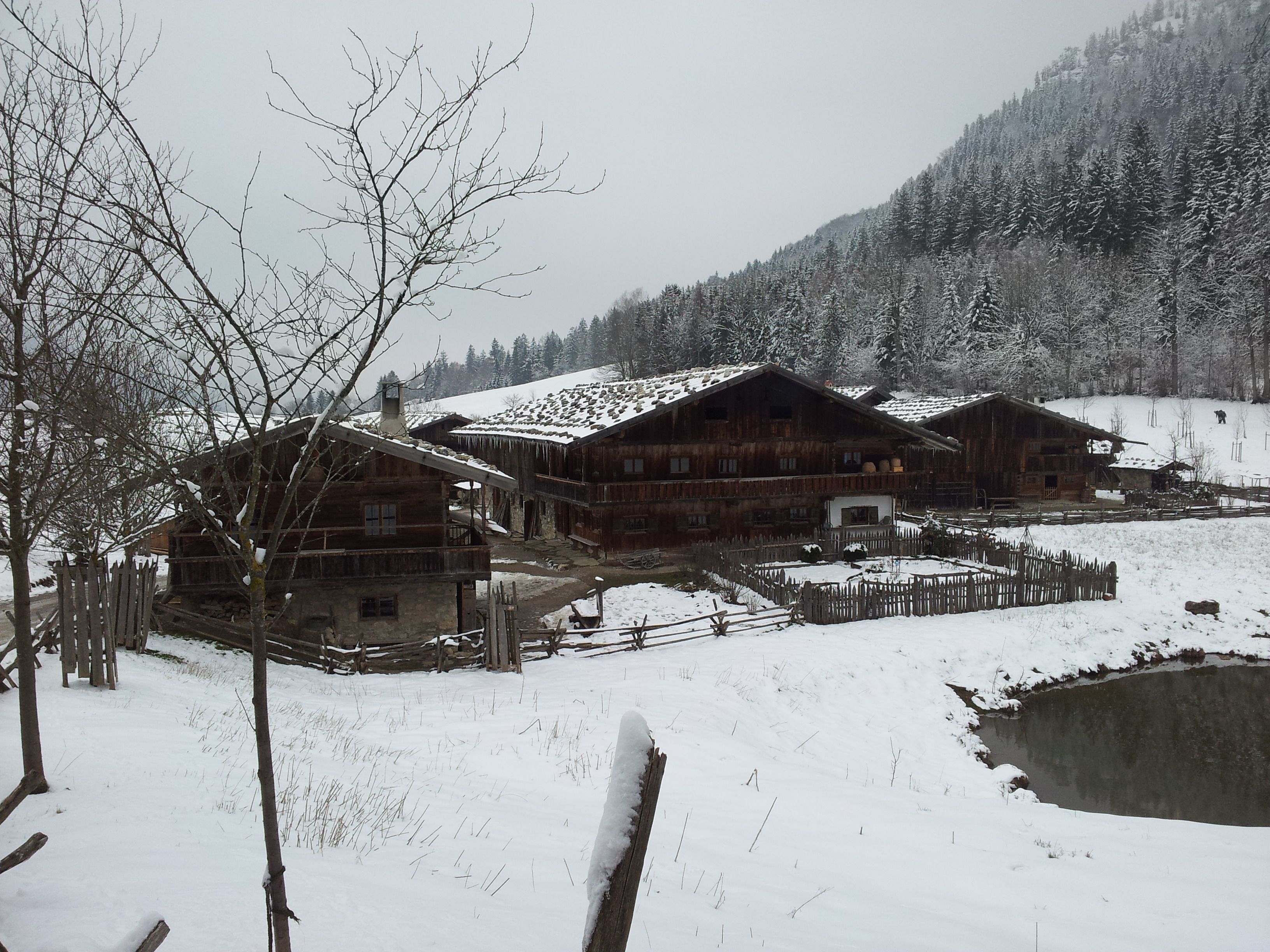
Il Markus Wasmeier Bauernhof- und Wintersportmuseum

Dal ritiro fino al 2014 Wasmeier è stato, per vent'anni, commentatore sportivo per lo sci alpino per la televisione tedesca ARD. Nel 2007 ha aperto il Markus Wasmeier Bauernhof- und Wintersportmuseum, un museo dedicato agli sport invernali e alle tradizioni alpine nella natia Schliersee.

## Palmarès

### Olimpiadi
- 2 medaglie:
  - 2 ori (supergigante, slalom gigante a Lillehammer 1994)

### Mondiali
- 2 medaglie:
  - 1 oro (slalom gigante a Bormio 1985)
  - 1 bronzo (supergigante a Crans-Montana 1987)

### Coppa del Mondo
- Miglior piazzamento in classifica generale: 3º nel 1986 e nel 1987
- Vincitore della Coppa del Mondo di supergigante nel 1986
- 31 podi:
  - 9 vittorie
  - 12 secondi posti
  - 10 terzi posti

#### Coppa del Mondo - vittorie
| Data            | Località               | Paese          | Specialità |
| --------------- | ---------------------- | -------------- | ---------- |
| 9 febbraio 1986 | Morzine                | Francia        | KB         |
| 9 febbraio 1986 | Morzine                | Francia        | SG         |
| 16 marzo 1986   | Whistler               | Canada         | SG         |
| 6 dicembre 1986 | Val-d'Isère            | Francia        | SG         |
| 11 gennaio 1987 | Garmisch-Partenkirchen | Germania Ovest | SG         |
| 17 gennaio 1987 | Wengen                 | Svizzera       | DH         |
| 10 gennaio 1988 | Val-d'Isère            | Francia        | SG         |
| 17 marzo 1991   | Lake Louise            | Canada         | SG         |
| 11 gennaio 1992 | Garmisch-Partenkirchen | Germania       | DH         |

Legenda:

DH = discesa libera

SG = supergigante

KB = combinata

### Campionati tedeschi
- 12 medaglie (dati parziali fino alla stagione 1985-1986)[4]:
  - 8 ori (discesa libera, supergigante, slalom gigante nel 1986; discesa libera, supergigante, slalom gigante nel 1987; supergigante nel 1988; supergigante nel 1989)
  - 1 argento (supergigante nel 1992)
  - 3 bronzi (slalom gigante nel 1989; discesa libera, supergigante nel 1991)

## Statistiche

### Podi in Coppa del Mondo
| Stagione/Specialità | Discesa libera | Discesa libera | Discesa libera | Supergigante | Supergigante | Supergigante | Slalom gigante | Slalom gigante | Slalom gigante | Combinata | Combinata | Combinata | Slalom parallelo | Slalom parallelo | Slalom parallelo | Podi totali |
| ------------------- | -------------- | -------------- | -------------- | ------------ | ------------ | ------------ | -------------- | -------------- | -------------- | --------- | --------- | --------- | ---------------- | ---------------- | ---------------- | ----------- |
| Stagione/Specialità | 1º             | 2º             | 3º             | 1º           | 2º           | 3º           | 1º             | 2º             | 3º             | 1º        | 2º        | 3º        | 1º               | 2º               | 3º               | Podi totali |
| 1983                |                |                |                |              |              |              |                |                |                |           |           |           |                  |                  |                  | 0           |
| 1984                |                |                |                |              |              |              |                |                |                |           |           |           |                  |                  |                  | 0           |
| 1985                |                |                |                |              |              |              |                | 1              |                |           |           |           |                  |                  |                  | 1           |
| 1986                |                |                | 1              | 2            | 2            | 1            |                |                | 1              | 1         | 1         | 1         |                  | 1                |                  | 11          |
| 1987                | 1              | 1              | 1              | 2            |              |              |                |                | 2              |           |           |           |                  |                  |                  | 7           |
| 1988                |                |                |                | 1            | 1            |              |                |                |                |           | 1         |           |                  |                  |                  | 3           |
| 1989                |                | 1              |                |              | 1            |              |                |                |                |           | 1         | 1         |                  |                  |                  | 4           |
| 1990                |                |                |                |              |              |              |                |                |                |           |           | 1         |                  |                  |                  | 1           |
| 1991                |                |                |                | 1            |              |              |                |                |                |           |           |           |                  |                  |                  | 1           |
| 1992                | 1              | 1              |                |              |              |              |                |                | 1              |           |           |           |                  |                  |                  | 3           |
| 1993                |                |                |                |              |              |              |                |                |                |           |           |           |                  |                  |                  | 0           |
| 1994                |                |                |                |              |              |              |                |                |                |           |           |           |                  |                  |                  | 0           |
| Totale              | 2              | 3              | 2              | 6            | 4            | 1            | 0              | 1              | 4              | 1         | 3         | 3         | 0                | 1                | 0                | 31          |
| Totale              | 7              | 7              | 7              | 11           | 11           | 11           | 5              | 5              | 5              | 7         | 7         | 7         | 1                | 1                | 1                | 31          |

## Riconoscimenti
- Wasmeier è stato nominato "Atleta dell'anno" nel 1994 in Germania, primo sciatore alpino maschio a essere insignito del riconoscimento[1][5].